# Fastlane (2016)
Fastlane (2016) foi um evento de wrestling profissional produzido pela WWE, que foi transmitido em formato pay-per-view e pelo WWE Network, que aconteceu em 21 de fevereiro de 2016 no Quicken Loans Arena, na cidade da Cleveland, Ohio. Este foi o segundo evento da cronologia do Fastlane e o segundo pay-per-view de 2016 no calendário da WWE.
O evento consistiu em oito lutas, incluindo uma no pré-show. No evento principal, Roman Reigns derrotou Dean Ambrose e Brock Lesnar em uma luta triple threat para se tornar no desafiante ao WWE World Heavyweight Championship na WrestleMania 32. Nos combates preliminares, Charlotte venceu Brie Bella para manter o Divas Championship e  AJ Styles derrotou Chris Jericho.
No geral, o evento recebeu críticas mistas de sites especializados. Foi notado que apesar de alguns bons combates ao longo da noite, o show foi perdendo a qualidade gradativamente. Além disso, o segmento de Edge e Christian com o New Day e a luta entre Curtis Axel e R-Truth foram os mais criticados, descritos como terríveis e sem lógica.

## Produção

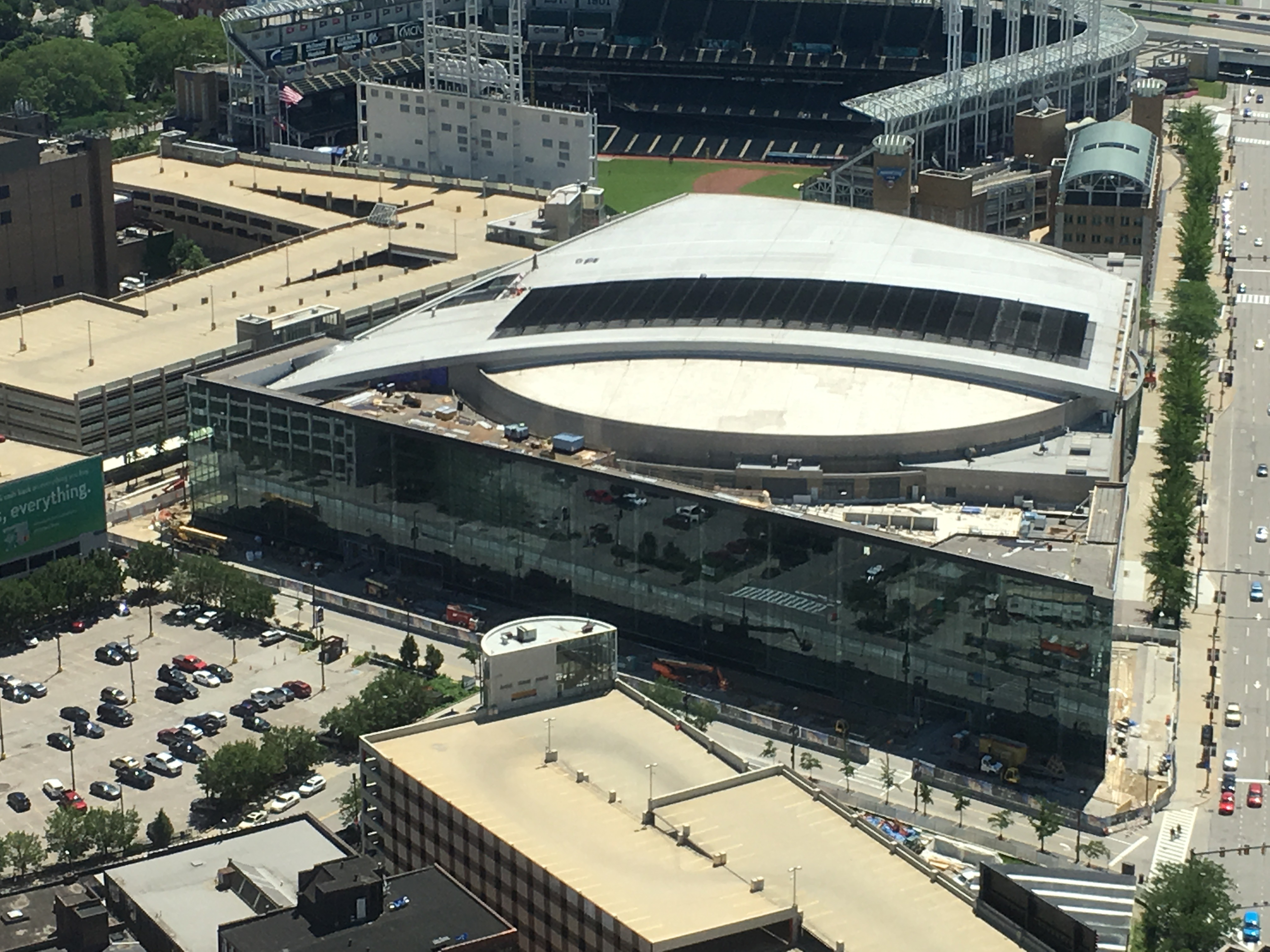
Rocket Mortgage FieldHouse.

### Conceito
Em 2015, a WWE estabeleceu o pay-per-view Fastlane. O nome do evento foi uma referência à sua posição na "Road to WrestleMania", a ser realizada entre o Royal Rumble e a WrestleMania. O evento de 2016 estabeleceu assim o Fastlane como um pay-per-view anual para a promoção. Foi o evento final do Fastlane a ocorrer antes da reintrodução da extensão de marcas em julho, onde a WWE novamente dividiu seu plantel entre as marcas Raw e SmackDown; o evento de 2017, por sua vez, foi um show exclusivo do Raw.

### Rivalidades
O evento consistiu em oito lutas, incluindo uma do pré-show, que resultaram de enredos roteirizados, onde os lutadores retratavam vilões, heróis ou personagens menos distinguíveis em eventos roteirizados que criaram tensão e culminaram em uma luta ou série de lutas, com resultados pré-determinados pelos escritores da WWE, enquanto as histórias foram desenvolvidas nos principais programas de televisão da WWE, Raw e SmackDown.
No Royal Rumble, Triple H venceu a luta Royal Rumble ao eliminar Dean Ambrose para vencer o WWE World Heavyweight Championship. Na noite seguinte no Raw, Stephanie McMahon agendou uma luta Triple Threat com Ambrose, o campeão anterior Roman Reigns, e Brock Lesnar no evento, com o vencedor enfrentando Triple H na WrestleMania 32 pelo título.
No Royal Rumble, Kalisto derrotou Alberto Del Rio para vencer o WWE United States Championship. Del Rio então invocou sua cláusula de revanche para enfrentar Kalisto pelo título no Fastlane. A luta foi posteriormente movida para o pré-show do Fastlane, com Del Rio desafiando Kalisto para uma luta de duas quedas.No Raw de 1 de fevereiro, Brie Bella derrotou a Campeã das Divas Charlotte em uma luta sem título, ganhando uma luta pelo título contra Charlotte no Fastlane.
No mesmo episódio do Raw, Sasha Banks se separou do Team BAD, virando face no processo, fazendo com que suas ex-companheiras de equipe Naomi e Tamina atacassem Banks durante sua luta contra Becky Lynch. Lynch ajudou Banks, estabelecendo uma luta de duplas entre as duas equipes para o Fastlane.
Kevin Owens venceu seu segundo Intercontinental Championship no Raw de 15 de fevereiro, em uma luta Fatal Five-Way envolvendo também Tyler Breeze, Dolph Ziggler, Stardust e o então campeão Dean Ambrose. Ziggler, que havia derrotado Owens nas duas semanas anteriores no Raw, então desafiou Owens para uma luta pelo Intercontinental Championship no Fastlane, com a luta sendo confirmada para o evento, apesar de Owens recusar o desafio.
No Raw de 15 de fevereiro, uma edição do The Cutting Edge Peep Show , apresentada por Edge e Christian, foi anunciada para o Fastlane, com o The New Day como convidados especiais.
A Wyatt Family começou a rivalizar com Big Show, Kane e Ryback, com a Wyatt Family atacando o trio, após a vitória de Bray Wyatt sobre Kane no Raw de 25 de janeiro, a vitória de Big Show sobre Erick Rowan no Raw de 1º de fevereiro e a vitória de Wyatt sobre Ryback uma semana depois. No episódio de 15 de fevereiro do Raw, Big Show derrotou Braun Strowman por desqualificação após a Wyatt Family atacar Big Show. Após a luta, Ryback e Kane vieram ajudar Big Show, organizando uma luta de trios para o Fastlane, com Big Show, Kane e Ryback enfrentando Rowan, Strowman e o outro membro da Wyatt Family Luke Harper.
AJ Styles fez sua estreia na WWE durante a luta Royal Rumble. Na noite seguinte no Raw, Styles derrotou Chris Jericho. Jericho então derrotou Styles em uma revanche no episódio de 11 de fevereiro do SmackDown. No episódio seguinte no Raw, Styles desafiou Jericho para uma terceira luta no Fastlane, que Jericho aceitou no episódio seguinte do SmackDown.

## Evento
| Função:                   | Nome:                                     |
| ------------------------- | ----------------------------------------- |
| Comentaristas em inglês   | Michael Cole (PPV)                        |
| Comentaristas em inglês   | John "Bradshaw" Layfield (Pre-show + PPV) |
| Comentaristas em inglês   | Byron Saxton (PPV)                        |
| Comentaristas em inglês   | Mauro Ranallo (Pre-show)                  |
| Comentaristas em espanhol | Carlos Cabrera                            |
| Comentaristas em espanhol | Marcelo Rodríguez                         |
| Anunciadores de ringue    | Lilian Garcia                             |
| Anunciadores de ringue    | Eden Stiles                               |
| Anunciadores de ringue    | Tony Chimel                               |
| Árbitros                  | John Cone                                 |
| Árbitros                  | Dan Engler                                |
| Árbitros                  | Mike Chioda                               |
| Árbitros                  | Rod Zapata                                |
| Árbitros                  | Darrick Moore                             |
| Árbitros                  | Chad Patton                               |
| Entrevistadora            | JoJo                                      |
| Painel do pré-show        | Renee Young                               |
| Painel do pré-show        | Corey Graves                              |
| Painel do pré-show        | Booker T                                  |
| Painel do pré-show        | Jerry Lawler                              |

### Pré-show
Durante o pré-show do Fastlane, Kalisto defendeu o United States Championship contra Alberto Del Rio em uma luta de duas quedas. Kalisto venceu a primeira queda por desqualificação depois que Del Rio o atacou com uma cadeira. Del Rio venceu a segunda queda após um Double Foot Stomp em Kalisto, que estava pendurado na corda do meio. Kalisto derrotou Del Rio com um roll-up para vencer a terceira queda e reter o título.

### Lutas preliminares
O pay-per-view começou com Becky Lynch e Sasha Banks enfrentando o Team BAD (Naomi e Tamina). A luta terminou quando Banks aplicou o Bank Statement em Tamina, enquanto Lynch aplicou o Dis-arm-her em Naomi, que submeteram simultaneamente.
Em seguida, Kevin Owens defendeu o Intercontinental Championship contra Dolph Ziggler. Owens executou um Pop-Up Powerbomb em Ziggler para manter o título.
Depois disso, a Wyatt Family (Luke Harper, Erick Rowan e Braun Strowman) enfrentaram Big Show, Kane e Ryback. Ryback executou um Shell Shocked em Harper para vencer a luta para sua equipe.
Na quarta luta, Charlotte defendeu o Divas Championship contra Brie Bella. Charlotte forçou Brie a se submeter ao Figure Eight Leglock para reter o título.
Na quinta luta, AJ Styles enfrentou Chris Jericho. Jericho aplicou o Walls of Jericho e Styles tocou as cordas, forçando Jericho a quebrar a submissão. Jericho executou um Codebreaker em Styles, mas o braço de Styles sob a corda inferior anulou o pinfall. Styles executou um Styles Clash em Jericho para uma contagem de dois. Styles forçou Jericho a se submeter ao Calf Crusher para vencer a luta.
Edge e Christian apresentaram o Cutting Edge Peep Show, com os Campeões de Duplas da WWE The New Day, que primeiro insultaram Edge e Christian, mas depois começaram a insultar a League of Nations. Quando a League of Nations apareceu, o New Day saiu do ringue com Edge e Christian.
Em uma penúltima luta não anunciada, Curtis Axel enfrentou R-Truth. Axel venceu a luta ao imobilizar R-Truth com um roll up.

### Evento principal
No evento principal, Roman Reigns, Dean Ambrose e Brock Lesnar lutaram para determinar o desafiante #1 ao WWE World Heavyweight Championship na WrestleMania 32. Para começar a luta, Lesnar executou dois German Suplexes em Reigns antes que Ambrose se envolvesse. A ação então se espalhou para o lado de fora, onde Lesnar jogou Reigns na barricada. Ambrose então tentou um suicide dive em Lesnar, que terminou em outro suplex por Lesnar. De volta ao ringue, Lesnar executou mais dois German Suplexes em Reigns. Lesnar então executou um F5 em Reigns, mas Ambrose anulou o pinfall na contagem de dois. Lesnar executou três German Suplexes em Ambrose e tentou um F5, mas Reigns executou um Spear em Lesnar para uma contagem de dois. Reigns então executou um Superman Punch em Lesnar que fez Lesnar rolar para fora do ringue e tentar um F5 em Reigns, mas Ambrose atingiu Lesnar com um golpe baixo, que foi seguido por Reigns e Ambrose executando um Powerbomb duplo através de uma mesa de transmissão em Lesnar. Depois de lutarem entre si, Reigns e Ambrose impediram Lesnar de voltar ao executarem outro Powerbomb duplo em Lesnar através de outra mesa de transmissão. Reigns e Ambrose então enterraram Lesnar sob as peças da mesa. Ambrose executou um Dirty Deeds em Reigns para uma contagem de dois. Lesnar então saltou para o ringue e executou um German Suplex em Reigns enquanto Ambrose estava em seus ombros. Depois que Reigns executou um Spear em Lesnar, Lesnar aplicou um Kimura Lock, mas Ambrose atacou os dois homens com uma cadeira. Reigns executou um Spear em Ambrose para vencer a luta. Depois da luta,Triple H apareceu e confrontou Reigns no ringue.

## Depois do evento
Na noite seguinte no episódio do Raw, Brock Lesnar atacou Dean Ambrose no estacionamento da Joe Louis Arena em Detroit por custar-lhe a luta no Fastlane. O ataque enviou Ambrose para um hospital. Mais tarde no Raw, Lesnar e Paul Heyman desafiaram qualquer um no vestiário para enfrentar Lesnar na WrestleMania. O ainda ferido Ambrose levou uma ambulância de volta para a arena para desafiar Lesnar em uma luta No Holds Barred Street Fight na WrestleMania 32. Lesnar atacou Ambrose com um F-5 e aceitou o desafio.
Ryback, Big Show e Kane enfrentaram a Wyatt Family em uma revanche na noite seguinte no Raw. Durante a luta, Ryback saiu da luta, permitindo que a Wyatt Family aproveitasse e ganhasse a luta quando Bray Wyatt derrotou Kane. Ryback explicou mais tarde que estava cansado de participar de lutas de equipes.
No episódio da noite seguinte do Raw, Chris Jericho chamou AJ Styles e disse que ele finalmente ganhou seu respeito. Os Social Outcasts então os interromperam, fazendo com que Jericho e Styles se unissem e derrotassem Heath Slater e Curtis Axel do The Social Outcasts. Depois de derrotar o New Day em duas lutas consecutivas, Jericho e Styles enfrentaram o The New Day pelo WWE Tag Team Championship no Raw em 07 março, no qual Jericho foi derrotado por Big E . Após a luta, Jericho atacou Styles com três Codebreakers, virando um heel no processo.
Depois que Sasha Banks derrotou Naomi na noite seguinte no Raw , Sasha Banks e Becky Lynch se enfrentaram no Raw de 29 de fevereiro para determinar quem enfrentaria Charlotte pelo Divas Championship na WrestleMania 32. A luta terminou em empate depois de ambas as mulheres estavam com os ombros na lona. Uma revanche no episódio de 3 de março do Smackdown terminou em uma desqualificação dupla depois que Charlotte atacou as duas mulheres. Depois que Charlotte insistiu que ninguém merecia uma luta pelo título, ela foi escalada para defender seu título contra as duas mulheres em uma luta Triple Threat na WrestleMania.

## Recepção
Jason Powell do ProWrestling.net sentiu que o show foi piorando até o evento principal, apesar de "algumas lutas boas". Para Powell, o Fastlane não o deixou "ansioso para ver o WrestleMania". Nas suas avaliações, ele elogiou o evento principal como "muito bom" e sem "um momento de tédio", a luta entre Jericho e Styles com um "bom drama na reta final. [...] Jericho fez um trabalho muito bom de agir como se estivesse em agonia quando ele estava preso Calf Crusher". Além de considerar a derrota dos Wyatts como "muito surpreendente", ele destacou como pontos negativos o problema de transmissão no WWE Network em alguns momentos, o segmento de Edge e Christian, que ele chamou de "terrível", e o combate entre Axel e Truth, no qual Powell disse: "Eu assisti a um pay-per-view e uma luta do WWE Superstars."
James Caldwell do Pro Wrestling Torch, considerou o evento principal e as lutas entre Jericho e Styles e Owens contra Ziggler como as melhores da noite, atribuindo a elas três estrelas e meia de cinco. A luta principal foi descrita como um "evento principal em estilo montanha-russa com altos e baixos e voltas e mais voltas, mas era inevitável que Reigns ganharia". Caldwell criticou a derrota dos Wyatts, questionamento se eles precisariam recorrer a "uma outra promo ou ataque surpresa tentando salvar um mocinho para depois sofrer outra grande derrota". Caldwell também foi negativo sobre o segmento de Edge e Christian dizendo que "nada fazia sentido do ponto de vista dos personagens", bem como o confronto entre Axel e Truth, escrevendo que "o pay-per-view saiu dos trilhos, como a terceira hora de um Raw".